# Key Cuts from Remixed
Key Cuts From Remixed è un EP di remix, pubblicato nel 2005 dalla popstar statunitense Britney Spears, realizzato per promuovere la raccolta di remix della cantante, B in the Mix: The Remixes.. È stato realizzato nel 2005 poco prima della pubblicazione di B in the Mix: The Remixes a scopo promozionale per le radio e solo per il mercato Europeo.. Il CD promozionale fu utilizzato per far circolare nelle radio i cinque remix contenuti nell'EP per promuovere l'album di remix; in seguito ne venne pubblicata in tutto il mondo una versione per il download digitale e una in vinile, da cui era esclusa la canzone And Then We Kiss.

## Tracce
CD promozionale (82876 748622)
1. And Then We Kiss - Junkie XL Remix (4:28) Britney Spears, Barry P., Taylor Michael Jarvis
2. Me Against the Music - Justice Extended Mix (4:08) Britney Spears, Madonna, Christopher Stewart, Penelope Magnet, Thabiso Nikhereanye, Terius Nash, Gary O'Brien
3. Touch of My Hand - Bill Hamel Remix (5:20) Britney Spears, James Harry, Bale'wa Muhammad, Sheppard Solomon
4. Toxic - Peter Rauhofer Reconstruction Mix Edit (6:45) Bloodshy & Avant, Cathy Dennis, Henrik Jonback
5. Breathe on Me - Jacques Lu Cont's Thin White Duke Mix (3:55) S. Anderson, L. Greene, S. Lee

Download digitale/vinile (82876 748071)
1. Me Against the Music - Justice Extended Mix (4:08) Britney Spears, Madonna, Christopher Stewart, Penelope Magnet, Thabiso Nikhereanye, Terius Nash, Gary O'Brien
2. Touch of My Hand - Bill Hamel Remix (5:20) Britney Spears, James Harry, Bale'wa Muhammad, Sheppard Solomon
3. Toxic - Peter Rauhofer Reconstruction Mix Edit (6:45) Bloodshy & Avant, Cathy Dennis, Henrik Jonback
4. Breathe on Me - Jacques Lu Cont's Thin White Duke Mix (3:55) S. Anderson, L. Greene, S. Lee

Disco in vinile 12"
1. Touch of My Hand - Bill Hamel 12" Remix (7:44) Britney Spears, James Harry, Bale'wa Muhammad, Sheppard Solomon
2. Toxic - Peter Rauhofer Reconstruction Mix (7:58) Bloodshy & Avant, Cathy Dennis, Henrik Jonback

## Date di pubblicazione
| Regione | Data | Casa discografica | Formato                              |
| ------- | ---- | ----------------- | ------------------------------------ |
| Europa  | 2005 | Jive Records      | Radiofonico, vinile, CD promozionale |
| Mondo   | 2005 | Jive Records      | Download digitale, vinile            |